# Голчань (Тверська область)
Голчань (рос. Голчань) — присілок в Бежецькому районі Тверської області Російської Федерації.
Населення становить 1 особу. Входить до складу муніципального утворення Моркиногорське сільське поселення.

## Історія
Від 2005 року входить до складу муніципального утворення Моркиногорське сільське поселення.

## Населення
| 2008 | 2010 |
| ---- | ---- |
| 2    | ↘1   |